# Centrale solaire photovoltaïque d'Haulchin
La centrale solaire photovoltaïque d'Haulchin  est un projet de construction d'une centrale solaire photovoltaïque entre Haulchin, Thiant et Douchy-les-Mines, dans le Nord, en France, prévu pour être opérationnel dans les années 2020.

## Description
Ce projet vise à produire jusqu'à 50 MWc au travers de 91 800 panneaux solaires, chacun d'entre eux ayant une puissance de 545 Wc, sur un site démantelé de 1984 à 1985 où ELF Antar avait exploité une raffinerie de pétrole de 1969 à 1982. La production est estimée à 69 833 MWh/an, l'équivalent de la consommation d'une ville comme Cambrai soit 32 000 habitants.
Les travaux commencent au second semestre de 2022. La centrale est la plus importante de TotalEnergies en France.
La mise en service est effectuée à la fin de l'année 2024. 